# نوریکو هیداکا
نوریکو هیداکا (انگلیسی: Noriko Hidaka; ۳۱ مهٔ ۱۹۶۲ – ) بازیگر، خواننده، و صداپیشه اهل ژاپن بود. وی از سال ۱۹۷۹ میلادی تاکنون مشغول فعالیت بوده‌است.
از فیلم‌ها یا برنامه‌های تلویزیونی که وی در آن نقش داشته‌است می‌توان به کاراگاه کانن: آفتابگردانهای جهنم، کارآگاه کونان: گلوله سرخ اشاره کرد.